# Kung Fu (Fernsehserie)/Episodenliste
Diese Liste der Kung-Fu-Episoden enthält alle 63 Episoden der 1972–1975 von ABC produzierten Fernsehserie Kung Fu, sortiert nach ihrer Erstausstrahlung.

## Staffel 1
| Nr. (ges.) | Nr. (St.) | Deutscher Titel                         | Originaltitel                                         | Erstausstrahlung USA | Deutschsprachige Erstausstrahlung (1975–76: ZDF, 1994: Pro7, 2015: Pro7MAXX) | Regie            | Drehbuch           |
| --- | --------- | --------------------------------------- | ----------------------------------------------------- | -------------------- | ---------------------------------------------------------------------------- | ---------------- | ------------------ |
| 1 | 1         | Kung Fu – Im Zeichen des Drachen        | Kung Fu: The Way of the Tiger, the Sign of the Dragon | 22. Jan. 1972        | 27. Sep. 1975                                                                | Jerry Thorpe     | Herman Miller      |
| Caine wird für den Bau einer Eisenbahnlinie angeworben. In Rückblenden wird seine Ausbildung im Shaolin-Kloster und der Grund seiner Flucht aus China geschildert. Der etwa 60-minütige Pilot wurde zunächst in der ABC-Reihe Movie of the Week ausgestrahlt.                                           |           |                                         |                                                       |                      |                                                                              |                  |                    |
| 2 | 2         | Caine und die Kopfgeldjäger             | King of the Mountain                                  | 14. Okt. 1972        | 4. Okt. 1975                                                                 | Jerry Thorpe     | Herman Miller      |
| Caine begleitet einen etwa 10-jährigen Jungen, dessen Familie bei einem Indianerüberfall ausgerottet wurde, auf dem Weg zu dessen Tante. Als Caine dort ankommt, bemerkt er, dass ein professioneller Kopfgeldjäger hinter ihm her ist.                                                                 |           |                                         |                                                       |                      |                                                                              |                  |                    |
| 3 | 3         | Caine und das Band der Vergangenheit    | Dark Angel                                            | 11. Nov. 1972        | 18. Mär. 2005 (DVD), 2. Mai 2015                                             | Jerry Thorpe     | Herman Miller      |
| Caine kommt in eine Stadt, auf der Suche nach einem ehemaligen Mitschüler aus dem Shaolintempel. Bei seinen Nachforschungen trifft er auf eine Mauer des Schweigens und muss feststellen, dass sein Freund ermordet wurde.                                                                              |           |                                         |                                                       |                      |                                                                              |                  |                    |
| 4 | 4         | Caines Blutsbruder                      | Blood Brother                                         | 18. Jan. 1973        | 10. Jan. 1976                                                                | Jerry Thorpe     | Herman Miller      |
| Caine stößt auf eine Mauer des Schweigens, als er Nachforschungen über seinen verschwundenen Shaolin-Bruder anstellt. |           |                                         |                                                       |                      |                                                                              |                  |                    |
| 5 | 5         | Caine und die Blutrache                 | An Eye for an Eye                                     | 25. Jan. 1973        | 18. Mär. 2005 (DVD), 9. Mai 2015                                             | Jerry Thorpe     | John Furia, Jr.    |
| Caine versucht, den Teufelskreis der Blutrache zu durchbrechen, als eine junge Frau von einem Soldaten vergewaltigt wird und die Familie auf Vergeltung sinnt. |           |                                         |                                                       |                      |                                                                              |                  |                    |
| 6 | 6         | Caine und die Chinesin                  | The Tide                                              | 1. Feb. 1973         | 29. Nov. 1975                                                                | Jerry Thorpe     | A. Martin Zweiback |
| Eine junge Chinesin will sich das Kopfgeld verdienen, das auf Caine ausgesetzt ist, um ihren Vater aus dem Gefängnis freizukaufen. Zugleich ist ein Killer hinter der Belohnung her, der sich hinter seinem Sheriffsstern versteckt.                                                                    |           |                                         |                                                       |                      |                                                                              |                  |                    |
| 7 | 7         | Caine und die Schlangengrube            | The Soul is the Warrior                               | 8. Feb. 1973         | 25. Okt. 1975                                                                | Richard Lang     | Ron Bishop         |
| Caine erreicht eine Ranch, auf der sein Halbbruder Danny vorher gearbeitet hat. Der Besitzer der Ranch verliert seinen hitzköpfigen Sohn durch den integren Sherriff und will Rache. Nur Caine kann ein Unglück noch abwenden, indem er seinen Mut in der Klapperschlangengrube beweist.                |           |                                         |                                                       |                      |                                                                              |                  |                    |
| 8 | 8         | Caine und die tote Katze                | Nine Lives                                            | 15. Feb. 1973        | 8. Nov. 1975                                                                 | Robert Butler    | Herb Meadow        |
| Caine und ein irischer Bergmann suchen Ersatz für eine verunglückte Katze, die das Maskottchen des Goldgräberlagers war. |           |                                         |                                                       |                      |                                                                              |                  |                    |
| 9 | 9         | Caine und die Goldgräber                | Sun and Cloud Shadow                                  | 22. Feb. 1973        | 24. Jan. 1976                                                                | Robert Butler    | Halsted Welles     |
| Die chinesischen Einwanderer sind in der zuvor aufgegebenen Goldmine wieder fündig geworden und haben sich dadurch eine bescheidene Existenz aufgebaut. Aber der Goldfund weckt Begehrlichkeiten bei den in der Nähe lebenden Siedlern. Caine stellt sich als Vermittler zwischen die Konfliktparteien. |           |                                         |                                                       |                      |                                                                              |                  |                    |
| 10 | 10        | Caine und die Flucht in Ketten          | Chains                                                | 15. Feb. 1973        | 2. Juli 1994                                                                 | Robert Butler    | Gene L. Coon       |
| Zusammengekettet auf der Flucht vor dem gnadenlosen Sergeant treibt es Caine und seinen unschuldigen Mitgefangenen immer tiefer in das Indianergebiet hinein. |           |                                         |                                                       |                      |                                                                              |                  |                    |
| 11 | 11        | Caine und das Mädchen mit der Mandoline | Alethea                                               | 22. März 1973        | 3. Jan. 1976                                                                 | John Badham      | William Kelley     |
| Caine freundet sich mit einem etwa 10-jährigen Mädchen (Jodie Foster) an, durch deren Aussage als Augenzeugin in einem Mordprozeß Caine wenig später zum Tode durch den Strang verurteilt wird. |           |                                         |                                                       |                      |                                                                              |                  |                    |
| 12 | 12        | Caine und die Bankräuber                | A Praying Mantis Kills                                | 29. März 1973        | 15. Nov. 1975                                                                | Charles S. Dubin | Richard Lewin      |
| Caine wird Zeuge eines Banküberfalls und macht sich durch die Beschreibung der Täter zur Zielscheibe der Bankräuber. |           |                                         |                                                       |                      |                                                                              |                  |                    |
| 13 | 13        | Caine und das Sklavenlager              | Superstition                                          | 22. Feb. 1973        | 27. Dez. 1975                                                                | Dave Moessinger  | Ed Waters          |
| Als Caine in eine Stadt kommt und Vorräte kaufen will, wird er des Diebstahls bezichtigt und in einem fingierten Schnellverfahren zu zwei Jahren Zwangsarbeit in einer Mine verurteilt. |           |                                         |                                                       |                      |                                                                              |                  |                    |
| 14 | 14        | Caine und der Riesendiamant             | The Stone                                             | 12. Apr. 1973        | 18. Okt. 1975                                                                | Robert Butler    | A. Martin Zweiback |
| Der Mann aus Brasilien entgeht durch das Eingreifen Caines knapp der Ermordung durch eine Schlägerbande. Dabei verliert er unbemerkt einen äußerst wertvollen Diamanten. |           |                                         |                                                       |                      |                                                                              |                  |                    |
| 15 | 15        | Caine und der Spieler                   | The Third Man                                         | 26. Apr. 1973        | 6. Dez. 1975                                                                 | Charles S. Dubin | Robert Lewin       |
| Der notorischer Spieler übergibt Caine nach einer Glückssträhne eine große Summe Geld, damit er es der Zuhause wartenden Gattin bringt. Kurze Zeit später wird der Spieler beraubt und ermordet. |           |                                         |                                                       |                      |                                                                              |                  |                    |
| 16 | 16        | Caine und der alte Häuptling            | The Ancient Warrior                                   | 26. Apr. 1973        | 13. Dez. 1975                                                                | Robert Butler    | A. Martin Zweiback |
| Der alte Häuptling Donnerwolke hat einen letzten Wunsch: im Tal seiner Geburt bestattet zu werden. Doch in dem einst unberührten Tal steht nun eine blühende Stadt, deren Bewohner einen tiefsitzenden Hass auf Indianer haben.                                                                         |           |                                         |                                                       |                      |                                                                              |                  |                    |

## Staffel 2
| Nr. (ges.) | Nr. (St.) | Deutscher Titel                     | Originaltitel                       | Erstausstrahlung USA | Deutschsprachige Erstausstrahlung (1975–76: ZDF, 1994: Pro7, 1995: Kabel 1, 2015: Pro7MAXX) | Regie                | Drehbuch                              |
| ---------- | --------- | ----------------------------------- | ----------------------------------- | -------------------- | ------------------------------------------------------------------------------------------- | -------------------- | ------------------------------------- |
| 17         | 1         | Caine und die Neger                 | The Well                            | 29. Sep. 1973        | 29. Mai 1976                                                                                | Jerry Thorpe         | Kittridge Barton                      |
| 18         | 2         | Caine und die Maskenmörder          | The Assassin                        | 4. Okt. 1973         | 31. Jan. 1976                                                                               | Richard Lang         | Spooner Glass and Dan Ullman          |
| 19         | 3         | Caine und der geraubte Kelch        | The Chalice                         | 11. Okt. 1973        | 20. Mai 2005 (DVD), 27. Jun. 2015                                                           | Jerry Thorpe         | William Kelley                        |
| 20         | 4         | Caine und der Fluch des Hexers      | The Brujo                           | 25. Okt. 1973        | 9. Juli 1994                                                                                | Richard Lang         | Kathryn Terry & Michael S. Michaelian |
| 21         | 5         | Caine und die Squaw                 | The Squawman                        | 1. Nov. 1973         | 14. Feb. 1976                                                                               | John Llewellyn Moxey | Arthur Dales                          |
| 22         | 6         | Caine und der große Geisthelfer     | The Spirit Helper                   | 8. Nov. 1973         | 6. Aug. 1995                                                                                | Walter Doniger       | John T. Dugan                         |
| 23         | 7         | Caine und der Bund der Tong         | The Tong                            | 15. Nov. 1973        | 12. Aug. 1995                                                                               | Robert Totten        | Robert Schlitt                        |
| 24         | 8         | Caine und die Soldaten              | The Soldier                         | 29. Nov. 1973        | 13. Aug. 1995                                                                               | Richard Lang         | Ed Waters                             |
| 25         | 9         | Caine und der Feuersalamander       | The Salamander                      | 6. Dez. 1973         | 19. Aug. 1995                                                                               | Richard Lang         | Del Reisman                           |
| 26         | 10        | Caine und die Sektierer             | The Hoots                           | 13. Dez. 1973        | 22. Mai 1976                                                                                | Robert Totten        | Lionel E. Siegel                      |
| 27         | 11        | Caine und das Wundermittel          | The Elixir                          | 20. Dez. 1973        | 7. Feb. 1976                                                                                | Walter Doniger       | A. Martin Zweiback                    |
| 28         | 12        | Caine und der Gesetzlose            | The Gunman                          | 3. Jan. 1974         | 28. Feb. 1976                                                                               | Richard Lang         | Robert Lewin                          |
| 29         | 13        | Caine und der Texas Ranger          | Empty Pages of a Dead Book          | 10. Jan. 1974        | 6. März 1976                                                                                | John Llewellyn Moxey | Charles A. McDaniel                   |
| 30         | 14        | Caine und der Mann im Baum          | A Dream Within a Dream              | 17. Jan. 1974        | 3. Sep. 1995                                                                                | Richard Lang         | John T. Dugan                         |
| 31         | 15        | Caine und die Goldräuber            | The Way of Violence Has No Mind     | 24. Jan. 1974        | 13. März 1976                                                                               | Lee Philips          | David Michael Korn                    |
| 32         | 16        | Caine und die Kidnapper             | In Uncertain Bondage                | 7. Feb. 1974         | 27. März 1976                                                                               | Richard Lang         | Abe Polsky and Ed Waters              |
| 33         | 17        | Caine und das Zeichen der Eule      | Night of the Owls, Day of the Doves | 14. Feb. 1974        | 16. Sep. 1995                                                                               | Richard Lang         | Ed Waters                             |
| 34         | 18        | Caine im Kreuzfeuer                 | Crossties                           | 21. Feb. 1974        | 3. Apr. 1976                                                                                | Richard Lang         | Robert Schmitt                        |
| 35         | 19        | Caine und der Ausgestoßene          | The Passion of Chen Yi              | 28. Feb. 1974        | 17. Apr. 1976                                                                               | John Llewellyn Moxey | John T. Dugan                         |
| 36         | 20        | Caine und der Scheintote            | Arrogant Dragon                     | 14. März 1974        | 24. Apr. 1976                                                                               | Richard Lang         | Kathryn & Michael Michaelian          |
| 37         | 21        | Caine und die Natur des Bösen       | The Nature of Evil                  | 21. März 1974        | 30. Sep. 1995                                                                               | Robert Michael Lewis | Gerald Sanford                        |
| 38         | 22        | Caine und die Kiste mit der Toten 1 | The Cenotaph Part 1                 | 4. Apr. 1974         | 1. Okt. 1995                                                                                | Richard Lang         | William Kelley                        |
| 39         | 23        | Caine und die Kiste mit der Toten 2 | The Cenotaph Part 2                 | 11. Apr. 1974        | 7. Okt. 1995                                                                                | Richard Lang         | William Kelley                        |

## Staffel 3
| Nr. (ges.) | Nr. (St.) | Deutscher Titel                         | Originaltitel                       | Erstausstrahlung USA | Deutschsprachige Erstausstrahlung (1976: ZDF, 1995–96: Kabel1) | Regie                | Drehbuch                                           |
| ---------- | --------- | --------------------------------------- | ----------------------------------- | -------------------- | -------------------------------------------------------------- | -------------------- | -------------------------------------------------- |
| 40         | 1         | Caine und das seltsame Tier             | Cry of the Night Beast              | 14. Sep. 1974        | 29. Okt. 1995                                                  | Richard Lang         | Abe Polsky & Ed Waters                             |
| 41         | 2         | Caines Bruder                           | My Brother, My Executioner          | 12. Okt. 1974        | 26. Juni 1976                                                  | Jerry Thorpe         | John T. Dugan                                      |
| 42         | 3         | Caine und das Tal des Schreckens        | This Valley of Terror               | 28. Sep. 1974        | 21. Okt. 1995                                                  | Harry Harris         | Katharyn & Michael Michaelian                      |
| 43         | 4         | Caines Begnadigung                      | A Small Beheading                   | 5. Okt. 1974         | 5. Juni 1976                                                   | Harry Harris         | Lloyd Richards & Ed Waters                         |
| 44         | 5         | Caine und die Skalpjäger                | The Predators                       | 21. Sep. 1974        | 12. Juni 1976                                                  | Richard Lang         | Eugene Price                                       |
| 45         | 6         | Caine und der alte Photograph           | The Vanishing Image                 | 20. Dez. 1974        | 10. Juli 1976                                                  | Barry Crane          | Gustave Field                                      |
| 46         | 7         | Caine und das Blut des Drachen 1        | Blood of the Dragon, Part 1         | 14. Sep. 1974        | 8. Okt. 1995                                                   | Richard Lang         | John T. Dugan                                      |
| 47         | 8         | Caine und das Blut des Drachen 2        | Blood of the Dragon, Part 2         | 14. Sep. 1974        | 14. Okt. 1995                                                  | Richard Lang         | John T. Dugan                                      |
| 48         | 9         | Caine und das Reich des Todes           | The Demon God                       | 13. Dez. 1974        | 2. Dez. 1995                                                   | David Carradine      | George Clayton Johnson                             |
| 49         | 10        | Caine und die Saat des Hasses           | The Devil’s Champion                | 8. Nov. 1974         | 4. Nov. 1995                                                   | Robert Michael Lewis | Katharyn & Michael Michaelian                      |
| 50         | 11        | Caine und der Kung Fu-Meister           | The Garments of Rage                | 1. Nov. 1974         | 3. Juli 1976                                                   | Marc Daniels         | Theodore Apstein                                   |
| 51         | 12        | Caine und der Tod am kalten Berg 1      | Besieged I: Death on Cold Mountain  | 15. Nov. 1974        | 18. Nov. 1995                                                  | David Carradine      | William Kelley                                     |
| 52         | 13        | Caine und die Kanone des Kaisers 2      | Besieged II: Death on Cold Mountain | 22. Nov. 1974        | 25. Nov. 1995                                                  | David Carradine      | William Kelley                                     |
| 53         | 14        | Caine und der Mexikaner                 | A Lamb to the Slaughter             | 11. Jan. 1975        | 31. Juli 1976                                                  | Harry Harris         | Robert Specht & David Michael Korn                 |
| 54         | 15        | Caine und die Welt des Dämon            | One Step to Darkness                | 25. Jan. 1975        | 30. Dez. 1995                                                  | Gerald Sanford       | Robert Sherman & Theodore Apstein                  |
| 55         | 16        | Caine und der Meisterdieb               | The Thief of Chendo                 | 29. März 1975        | 7. Aug. 1976                                                   | Harry Harris         | Bernard B. Bossick, Lary H. Gibson & Simon Muntner |
| 56         | 17        | Caine und die Suche nach dem Eichenhain | Battle Hymn                         | 8. Feb. 1975         | 6. Jan. 1996                                                   | Barry Crane          | Herman Miller                                      |
| 57         | 18        | Caine und das verbotene Königreich      | Forbidden Kingdom                   | 18. Jan. 1975        | 23. Dez. 1995                                                  | Gordon Hessler       | Norman Katkov                                      |
| 58         | 19        | Caine und der Fanatiker                 | The Last Raid                       | 26. Apr. 1975        | 14. Aug. 1976                                                  | Alex Beaton          | John T. Dugan                                      |
| 59         | 20        | Caine und der Schwindelpriester         | Ambush                              | 4. Apr. 1975         | 28. Aug. 1976                                                  | Gordon Hessler       | Norman Katkov                                      |
| 60         | 21        | Caine und der Preisboxer                | Barbary House                       | 15. Feb. 1975        | 4. Sep. 1976                                                   | Marc Daniels         | Stephen & Elinor Karpf                             |
| 61         | 22        | Caine und die Indianer                  | Flight to Orion                     | 22. Feb. 1975        | 11. Sep. 1976                                                  | Marc Daniels         | Stephen & Elinor Karpf                             |
| 62         | 23        | Caine in der Todesfalle                 | The Brothers Caine                  | 1. März 1975         | 25. Sep. 1976                                                  | Harry Harris         | Stephen & Elinor Karpf                             |
| 63         | 24        | Das Ende eines langen Weges             | Full Circle                         | 8. März 1975         | 2. Okt. 1976                                                   | Marc Daniels         | Stephen & Elinor Karpf                             |